# Дитль, Эдуард
Эдуард Вольрат Кристиан Дитль (нем. Eduard Wohlrath Christian Dietl; 21 июля 1890, Бавария — 23 июня 1944, Австрия) — немецкий генерал-полковник (с 1942 года), участник Первой и Второй мировых войн. Кавалер Рыцарского креста с Дубовыми листьями и Мечами.

## Начало карьеры
В октябре 1909 года поступил на военную службу фанен-юнкером (кандидат в офицеры) в 5-й Баварский пехотный полк. В октябре 1911 года произведён в лейтенанты. До начала Первой мировой войны — командир взвода пулемётной роты 5-го Баварского пехотного полка.

## Первая мировая война
С началом войны — адъютант батальона 5-го Баварского пехотного полка. В сентябре 1914 года награждён Железным крестом 2-й степени. В октябре 1914 года тяжело ранен.
С марта 1915 по ноябрь 1916 года — снова адъютант батальона 5-го Баварского пехотного полка. С июля 1915 — обер-лейтенант.
В сентябре 1916 года награждён Железным крестом 1-й степени. Затем — адъютант 7-й Баварской пехотной бригады.
В октябре 1918 года вторично тяжело ранен. Получил серебряный знак за ранения.

## Между мировыми войнами
После войны продолжил службу в рейхсвере. В 1919 году — в добровольческом корпусе генерала Эппа. С августа 1919 года — капитан.
В 1920—1924 годах командир роты в 19-м пехотном полку. В 1924—1928 годах преподаватель в пехотном училище. В 1928—1931 годах начальник штаба батальона 19-го пехотного полка. С 1930 года — майор.
В 1931—1934 годах — на штабных должностях (дивизия, полк). С января 1935 года — полковник.
В 1935—1938 годах командовал 99-м горным полком.
В 1936 году, во время зимних Олимпийских игр, проходивших в Гармиш-Партенкирхене, полковник Дитль был назначен комендантом Олимпийской деревни.
С апреля 1938 года — генерал-майор.

## Вторая мировая война
С мая 1938 по апрель 1940 года командовал 3-й горнопехотной дивизией.
С апреля 1940 года — генерал-лейтенант, командующий группой войск «Нарвик» (Норвежская кампания). В мае 1940 года награждён Рыцарским крестом (№ 25).
С июня 1940 года — командир горного армейского корпуса «Норвегия». В июле 1940 года за боевые действия в районе Нарвика первым в Третьем рейхе награждён Дубовыми Листьями к Рыцарскому кресту (№ 1), произведён в генералы горных войск.
Во главе того же корпуса участвовал в войне против СССР, в Заполярье. Не сумел овладеть Мурманском в ходе Мурманской операции 1941 года. С января 1942 года — командующий армией «Лапландия». С июня 1942 года — командующий 20-й горной армией, тогда же произведён в генерал-полковники. 
23 июня 1944 года погиб в авиакатастрофе Ju 52 в Австрии вместе с Францем Росси, Томасом-Эмилем фон Викеде и Карлом Эгльзером, 1 июля 1944 года посмертно награждён Мечами (№ 72) к Рыцарскому кресту с Дубовыми Листьями.
Первоначально был захоронен только 3 августа с торжественным государственным обрядом по высшему разряду и съемкой официальной кинохроники рядом с президентом Гинденбургом на мемориале Танненберг.
Позже был перезахоронен на кладбище Нордфридхоф в Мюнхене.

## Награды
- Железный крест 2-го класса (16 сентября 1914) (Королевство Пруссия)
- Железный крест 1-го класса (3 сентября 1916)
- Орден «За военные заслуги» 4-го класса с мечами и короной (Королевство Бавария)
- Медаль «За храбрость» (Великое герцогство Гессен)
- Нагрудный знак «За ранение» (1918) в серебре
- Почётный крест Первой мировой войны 1914/1918 (1935)
- Немецкий Олимпийский почётный знак 1-го класса (1936)
- Медаль «За выслугу лет в вермахте» с 4-го по 1-й класс (2 октября 1936)
- Медаль «В память 13 марта 1938 года»
- Медаль «В память 1 октября 1938 года»
- Пряжка к Железному кресту 2-го класса (24 сентября 1939)
- Пряжка к Железному кресту 1-го класса (15 апреля 1940)
- Рыцарский крест Железного креста
  - Рыцарский крест (9 мая 1940)
  - Дубовые Листья (№ 1) (19 июля 1940)
  - Мечи (№ 72) (1 июля 1944) (посмертно)
- Медаль «За зимнюю кампанию на Востоке 1941/42»
- Нагрудный знак эсминца (5 ноября 1940)
- Золотой партийный знак НСДАП (30 января 1943)
- Щит «За Нарвик» (21 марта 1941, первое награждение)
- Орден Заслуг командорский крест (17 августа 1933) (Чили)
- Большой крест ордена Белой розы Финляндии со звездой и мечами (9 ноября 1941) Финляндия
- Крест 1-го класса ордена Креста Свободы с дубовыми листьями, мечами и орденской звездой (20 января 1944) (Финляндия)
- Большой крест ордена Креста Свободы с мечами (24 июня 1944) (посмертно) Финляндия
- Упоминался в «Вермахтберихт» (10 июня 1940)

## Образ в художественных произведениях
- В написанном в жанре альтернативной фантастики романе Юрия Нестеренко и Михаила Харитонова «Юбер аллес» Дитль становится государственным лидером Германии после убийства Гитлера в 1941 году, и уже к 1943 году с успехом для Рейха заканчивает войну с СССР.
- В романе В. Пикуля «Океанский патруль» командующий горно-стрелковым корпусом имеет фамилию Дитм. Очевидно, что это авторский прием небольшого изменения фамилии реального человека Эдуарда Дитля.